# UCI Asia Tour 2018
De UCI Asia Tour 2018 was de veertiende uitgave van de UCI Asia Tour. Dit is een van de vijf Continentale circuits op de wielerkalender 2018 van de UCI. Deze competitie liep van 28 oktober 2017 tot en met 21 oktober 2018.

## Uitslagen belangrijkste wedstrijden
Zijn opgenomen in deze lijst: alle wedstrijden van de categorieën 1.HC, 2.HC, 2.1 en 1.1.

## Events

### 2017
| Datum                 | Naam race              | Locatie | UCI-categorie | Winnaar             | Winnaars    | Referentie |
| --------------------- | ---------------------- | ------- | ------------- | ------------------- | ----------- | ---------- |
| 28 oktober–5 november | Ronde van Hainan       | CHN     | 2.HC          | ITA Jacopo Mosca    |             | [ 1 ]      |
| 7–11 november         | Ronde van Maleisië     | MAS     | 2.2           | Geannuleerd         | Geannuleerd |            |
| 8–12 november         | Ronde van Fuzhou       | CHN     | 2.1           | AUS Jai Hindley     |             | [ 2 ]      |
| 12 november           | Ronde van Okinawa      | JPN     | 1.2           | JPN Junya Sano      |             | [ 3 ]      |
| 18–26 november        | Ronde van Singkarak    | INA     | 2.2           | IRI Khalil Khorshid |             | [ 4 ]      |
| 2–14 december         | Ronde van Quanzhou Bay | CHN     | 2.2           | GBR Max Stedman     |             | [ 5 ]      |

### 2018
| Datum                    | Naam race                | Locatie    | UCI-categorie | Winnaar                                      | Winnaars                                     | Referentie                                   |
| ------------------------ | ------------------------ | ---------- | ------------- | -------------------------------------------- | -------------------------------------------- | -------------------------------------------- |
| 24–27 januari            | Ronde van Sharjah        | UAE        | 2.1           | ESP Javier Moreno                            |                                              | [ 6 ]                                        |
| 25–28 januari            | Ronde van Indonesië      | INA        | 2.1           | LAO Ariya Phounsavath                        |                                              | [ 7 ]                                        |
| 6–10 februari            | Dubai Tour               | UAE        | 2.HC          | ITA Elia Viviani                             |                                              | [ 8 ]                                        |
| 13–18 februari           | Ronde van Oman           | Oman       | 2.HC          | KAZ Alexey Lutsenko                          |                                              | [ 9 ]                                        |
| 11–15 maart              | Ronde van Taiwan         | Taiwan     | 2.1           | KAZ Yukiya Arashiro                          |                                              | [ 10 ]                                       |
| 18–25 maart              | Ronde van Langkawi       | MYS        | 2.HC          | RUS Artem Ovechkin                           |                                              | [ 11 ]                                       |
| 23–25 maart              | Ronde van Tochigi        | JPN        | 2.2           | AUS Michael Potter                           |                                              | [ 12 ]                                       |
| 1–6 april                | Ronde van Thailand       | THA        | 2.1           | AUS Ben Dyball                               |                                              |                                              |
| 13–15 april              | Ronde van Lombok         | INA        | 2.2           | COL Álvaro Duarte                            |                                              |                                              |
| 27–29 april              | Sri Lanka T-Cup          | SRI        | 2.2           | JPN Yasuharu Nakajima                        |                                              | [ 13 ]                                       |
| 20–23 mei                | Ronde van de Filipijnen  | Filipijnen | 2.2           | PHI El Joshua Cariño                         |                                              |                                              |
| 20–27 mei                | Ronde van Japan          | JPN        | 2.1           | ESP Marcos García                            |                                              |                                              |
| 30 mei–3 juni            | Ronde van Korea          | KOR        | 2.1           | ROU Serghei Țvetcov                          |                                              |                                              |
| 31 mei–3 juni            | Tour de Kumano           | JPN        | 2.2           | NED Marc de Maar                             |                                              |                                              |
| 22 juli–4 augustus       | Tour of Qinghai Lake     | CHN        | 2.HC          | COL Hernán Aguirre                           |                                              |                                              |
| 3–5 september            | Tour of Xingtai          | CHN        | 2.2           | ITA Damiano Cima                             |                                              |                                              |
| 7–9 september            | Tour de Hokkaido         | JPN        | 2.2           | Geannuleerd vanwege aardbeving Hokkaido 2018 | Geannuleerd vanwege aardbeving Hokkaido 2018 | Geannuleerd vanwege aardbeving Hokkaido 2018 |
| 8–15 september           | Ronde van China I        | CHN        | 2.1           | COL Juan Sebastián Molano                    |                                              |                                              |
| 18–21 september          | Tour de Siak             | INA        | 2.2           | NZL Matthew Zenovich                         |                                              |                                              |
| 17–23 september          | Ronde van China II       | CHN        | 2.1           | POR Alejandro Marque                         |                                              |                                              |
| 26–29 september          | Tour de Ijen             | INA        | 2.2           | AUS Ben Dyball                               |                                              |                                              |
| 29–30 september          | Ronde van Almaty         | KAZ        | 2.1           | ITA Davide Villella                          |                                              |                                              |
| 29 september - 4 oktober | Ronde van Iran           | Iran       | 2.1           | RUS Dmitri Sokolov                           |                                              |                                              |
| 2–6 oktober              | Jelajah Malaysia         | MYS        | 2.2           | Geannuleerd vanwege tekort aan sponsors      | Geannuleerd vanwege tekort aan sponsors      | [ 14 ]                                       |
| 6–13 oktober             | Ronde van het Taihu-meer | CHN        | 2.1           | BEL Boris Vallée                             |                                              |                                              |
| 14 oktober               | Oita Urban Classic       | JPN        | 1.2           | JPN Masahiro Ishigami                        |                                              |                                              |
| 14 oktober               | Hammer Hong Kong         | HKG        | 1.1           |                                              |                                              | [ 15 ]                                       |
| 21 oktober               | Japan Cup                | JPN        | 1.HC          | AUS Robert Power                             |                                              |                                              |